# Mimasura pseudopyralis
Mimasura pseudopyralis är en fjärilsart som beskrevs av Emilio Berio 1937. Mimasura pseudopyralis ingår i släktet Mimasura och familjen nattflyn. Inga underarter finns listade i Catalogue of Life.